# Reformationsjubilæet 2017
Reformationsjubilæet 2017 er et initiativ til fejring af 500-året for den reformation Martin Luther indledte med sine opslag, de 95 teser, på døren til slotskirken i Wittenberg, 31. oktober 1517. Initiativet har modtaget støtte fra kulturministeriet, og dronningen er jubilæets protektor.
Hensigten med fejringen af jubilæet er "... at fremme forståelsen af Reformationens betydning for det danske samfund, den danske kirke, dansk identitet og bevidsthed."